# Warileya yungasi
Warileya yungasi är en tvåvingeart som beskrevs av Velasco J. E., Trapido H. 1974. Warileya yungasi ingår i släktet Warileya och familjen fjärilsmyggor.
Artens utbredningsområde är Bolivia. Inga underarter finns listade i Catalogue of Life.